# Фокида
Фокида (на гръцки: Φωκίδα, на старогръцки и катаревуса: Φωκίς, Фокис) е ном (според новото териториално делене „регионална единица“ – περιφερειακή ενότητα) в Гърция, част от област Централна Гърция.

## Античност
В античността ном Фокида е историко-географска област в Древна Гърция. Намира се около планината Парнас, където е Делфи – най-важният оракул за древния свят. Граничи с Етолия, Тесалия и Беотия – от която я дели планината Хеликон. Градовете на Фокида са Лилая, Хиамполис, Антикира, Парапотамии, Панопей и Давлида. Тези градове са били прочути от стари времена, особено заради поезията на Омир